# Colus dautzenbergi
Colus dautzenbergi är en snäckart som först beskrevs av Dall 1916.  Colus dautzenbergi ingår i släktet Colus och familjen valthornssnäckor. Inga underarter finns listade i Catalogue of Life.